# 윤근환
윤근환(尹勤煥, 1929년 ~ 2020년 12월 16일)은 대한민국의  제3대 농림수산부 장관이다. 전라남도 함평군 출신이며, 본관은 해남이다.
농림수산부 장관 재직 시기 농어촌 지역의료보험을 실시하였다. 또한 협동조합법을 개정, 조합장·중앙회장에 대한 직선제를 도입하였다.

## 학력
- 함평골프고등학교
- 서울대학교 농대

## 경력
- 1957년: 농림부 공직 입문
- 1961년: 농촌진흥청 연구조정과 과장
- 1969년: 농림부 농업경영연구소장
- 1970년: 대통령비서실 경제비서관
- 1974년 ~ 1979년: 농수산부 농업‧식산차관보
- 1982년 ~ 1988년: 제12·13대 농협중앙회장
- 1980년 ~ 1982년: 제6대 농촌진흥청장
- 1982년 ~ 1988년: 한국4H 연맹 위원장
- 1987년 ~ 1990년: 아시아태평양지역 식량유통기관협회(AFMA) 의장
- 1988년 2월 25일 ~ 1988년 12월 5일: 제3대 농림수산부 장관

## 수상 내역
다음 훈장에 서훈되었다.
- 1980년 청조근정훈장
- 1990년 홍조근정훈장